# 布拉尼奥塞拉
42°56′12″N 4°18′30″W / 42.9368015°N 4.3083627°W
布拉尼奥塞拉，是西班牙卡斯蒂利亚-莱昂帕伦西亚省的一个市镇。 总面积63平方公里，总人口280人（2001年），人口密度4人/平方公里。